# Heiko Schulze

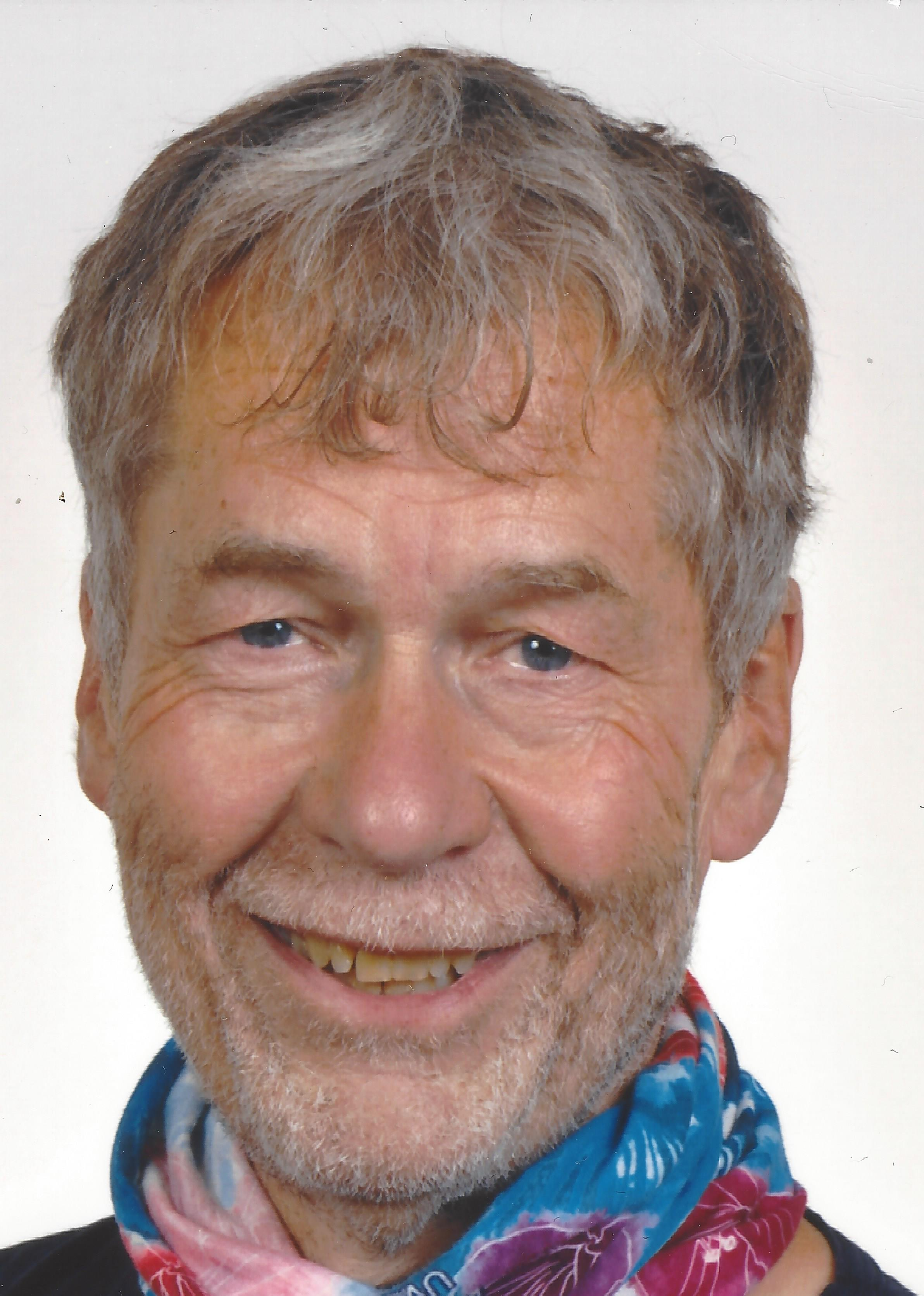
Heiko Schulze 2020

Heiko Schulze (* 1954 in Osnabrück) ist ein Buchautor und Publizist in Osnabrück.

## Leben
Schulze machte 1975 am Ratsgymnasium Osnabrück das Abitur. Er studierte an der Universität Osnabrück die Fächer Geschichte und Kunst für das Lehramt an der Sekundarstufe II. Das Studium schloss er 1983 ab.
Bereits zu Schulzeiten politisch aktiv, war er sowohl Redaktionsmitglied der sozialistischen Jugendzeitung „Linksrum“ als auch später – als Mitglied der Studierendenvertretung – bei der AStA-Zeitung „Politikon“, bei der Monatszeitung „Neue Freie Presse“ sowie bei den SPD-Periodika „Osnabrücker Rundschau“ und „Freie Presse“.
Nach dem Examen war er in verschiedenen Einrichtungen der Erwachsenenbildung, bei der Kreishandwerkerschaft Osnabrück, bei der Gelsenkirchener SPD-Ratsfraktion, im Büro des dortigen Oberbürgermeisters sowie von 1992 bis 2013 als Geschäftsführer bei der Osnabrücker SPD-Ratsfraktion tätig. Danach arbeitete Schulze bis zu seinem gesetzlichen Ruhestand im April 2020 für Sonderprojekte in der Osnabrücker Kulturverwaltung und ist darüber hinaus seit 2007 Lehrbeauftragter für öffentliches Management in der örtlichen Hochschule. Seit dem Wintersemester 2024/25 ist er zusätzlich Lehrbeauftragter für Geschichte an der Universität Osnabrück.
Schwerpunktmäßig befasst sich der Autor mit der Osnabrücker Regionalgeschichte, wobei seine Themen Personen und Begebenheiten sind, die bisher wenig von der regionalen Geschichtsschreibung beachtet wurden, so frühdemokratische und sozialistische Erhebungen gegen die jeweilige Obrigkeit, die lokale Gewerkschafts- und Arbeiterbewegung sowie Personen aus diesen Bereichen und des lokalen NS-Widerstandes. Ferner hat Heiko Schulze bislang drei historische Romane geschrieben, die immer mit einem fachwissenschaftlichen Teil zum historischen Hintergrund ergänzt sind. Zusätzlich verfasst er in unregelmäßigen Abständen Kurzgeschichten sowie Aufsätze zu aktuellen politischen Themen.
Schulze war im Januar 2021 einer der Wiedergründer der Osnabrücker Rundschau als tägliche Online-Zeitung und ist dort unter anderem Verfasser historischer Serien, allgemeinpolitischer sowie auch kurzweiliger Beiträge und Veranstaltungsberichten.

## Schriften
- Die deutsche Arbeiterbewegung vom Vormärz bis zum Kaiserreich. Lesehefte Geschichte für die Sekundarstufe I, mit Lehrerheft. Stuttgart, Klett 1986.
- Hainz-Jürgen Priamus, Stefan Goch, Heiko Schulze und Jörg Reimann (Hrsg.): Sozial und demokratisch. Ein Lesebuch zur Geschichte der sozialdemokratischen Bewegung in Gelsenkirchen, Band 1: 1869–1949, Gelsenkirchen 1988
- 125 Jahre Osnabrücker SPD. 1875 – 2000. Ein Lesebuch. Osnabrück 2000.
- Geplatzte Kragen (Roman über den Aufstand der Osnabrücker Handwerksgesellen im Juli 1801). Vechta-Langförden, Geest-Verlag 2007.
- Geplatzte Kragen (Lehrerbegleitheft). Vechta-Langförden, Geest-Verlag 2008.
- Mit Feder und Hobel (Roman Johann Heinrich Schucht und die Osnabrücker Arbeiterverbrüderung 1849 – 1851). Vechta-Langförden, Geest-Verlag 2009.
- Heiko Schulze, Rolf Wortmann (Hrsg.): Spaß an kommunaler Politik entdecken, KidS-Projekt Osnabrück. Vechta-Langförden, Geest-Verlag 2009.
- Lenethun. Aufstand gegen Rat und Klerus (Historischer Roman). Vechta-Langförden, Geest-Verlag 2011.
- Kalla Wefel, Heiko Schulze, Alfred Büngen (Hrsg.): Osnabrück – Heimatstadt zwischen Alma Ata und Rio. Ein Lesebuch von Osnabrückern für Osnabrücker. Vechta-Langförden, Geest-Verlag 2011.
- Fußlümmel und Lila-Weiße. Zur Frühgeschichte des Osnabrücker Fußballs. Osnabrück 2015.
- Gärten in Osnabrück. Geschichte(n) und Informationen. Kleingärten, Themengärten, Gemeinschaftsgärten, Lustgärten, Künstlergärten. Osnabrück 2016.
- Zum Nutzen und Vergnügen. 1766-2016. Ein Streifzug durch 250 Jahre Osnabrücker Zeitungsgeschichte. Vechta-Langförden, Geest-Verlag 2016.
- Unsere Erste. Alwine Wellmann. Osnabrücker Abgeordnete und Vorkämpferin für die Frauenrechte (1891-1966). Stationen eines Lebens. Vechta-Langförden, Geest-Verlag 2018.
- Heiko Schulze, Kalla Wefel: Kalla: Kär, Kär, Kär! Osnabrücker Möchtegern-Wörterbuch. Vechta-Langförden, Geest-Verlag 2020.
- Reiner Wolf und Heiko Schulze (Hrsg.), Aufbruch und Krise. Osnabrück in den 70er Jahren, Sammelband, Oldenburg 2020
- Heiko Schulze, Kalla Wefel: VfL Osnabrück. Fußballfibel, Berlin, CULTURCON medien 2022
- Lutz Hethey, Heiko Schulze: Herz auf Füßen. Ein Lauf- und Lesebuch, Visbek 2022
- Heiko Schulze, Martina Sellmeyer, Dieter Przygode, Hartmut Böhm: Widerstand im Osnabrück der NS-Zeit. 36 Biografien mutiger Menschen, Osnabrück 2023
- Ernst Sievers (1889–1947). Streiflichter eines ungewöhnlichen Osnabrücker Sportlerlebens im Spiegel seiner Zeit, Visbek 2024
- Fast vergessene Osnabrücker Stadtgeschichte. Ausgewählte Beiträge aus der Osnabrücker Rundschau, Osnabrück 2024
- Alles im Lot. Die Handwerkskammer zwischen Tradition und Innovation von 1900 bis 2025. Festschrift zum 125-jährigen Bestehen der Handwerkskammer Osnabrück-Emsland-Grafschaft Bentheim, Georgsmarienhütte 2025